# Port lotniczy Montevideo-Carrasco
Port lotniczy Montevideo-Carrasco – największy port lotniczy Urugwaju. Położony jest w departamencie Canelones blisko miasta stołecznego Montevideo, które obsługuje. Jego nazwa Carrasco pochodzi od terenów na których jest zlokalizowany tj. we wschodniej części aglomeracji.
W 2003 rząd urugwajski przekazał administrowanie i utrzymanie lotniska prywatnej grupie inwestycyjnej.

## Linie lotnicze i połączenia
| Linia lotnicza        | Kierunek                                                             |  |
| --------------------- | -------------------------------------------------------------------- |  |
| Aerolíneas Argentinas | 1. Bariloche 2. Buenos Aires 3. Buenos Aires-Ezeiza 4. Mar del Plata |  |
| Air Europa            | 1. Madryt-Barajas                                                    |  |
| American Airlines     | 1. Miami                                                             |  |
| Avianca               | 1. Bogota                                                            |  |
| Azul Linhas Aéreas    | 1. Florianópolis 2. Kurytyba 3. Porto Alegre 4. Recife               |  |
| Copa Airlines         | 1. Panama                                                            |  |
| Gol                   | 1. Rio de Janeiro 2. São Paulo                                       |  |
| Iberia                | 1. Madryt-Barajas                                                    |  |
| JetSmart              | 1. Rio de Janeiro 2. Santiago                                        |  |
| LATAM                 | 1. Lima 2. Santiago 3. São Paulo                                     |  |
| Paranair              | 1. Asunción                                                          |  |
| Sky Airline           | 1. Florianópolis 2. Lima 3. Salvador 4. Santiago                     |  |
|                       |                                                                      |  |